# Charlotte Lembach
Charlotte Lembach, née le 1er avril 1988 à Strasbourg, est une escrimeuse française, membre de l'équipe de France de sabre féminin, médaillée d'argent aux championnats d'Europe, aux championnats du monde en 2014 et médaillée d'or en équipe aux championnats du monde en 2018.

## Carrière
Lembach dévoile son potentiel au cours de la saison 2012-2013, en devenant la première sabreuse française depuis plus de deux ans à monter sur un podium de coupe du monde, à Tianjin. La nomination du maître Jean-Philippe Daurelle au poste d'entraîneur national, au cours de la coupe du monde 2013-2014, signe un renouveau du sabre féminin français et Lembach monte sur trois podiums supplémentaires. Aux championnats d'Europe 2014 qui se tiennent dans sa ville natale de Strasbourg, elle est éliminée dès le deuxième tour par la Grecque Vassiliki Vougiouka, tête de série no 1. Par équipes, les Françaises connaissent plus de succès en battant l'Italie puis l'Allemagne, pour échouer à la seconde position, battues seulement de deux touches par les championnes en titre Russes en finale. Aux championnats du monde d'escrime 2014, Lembach est de nouveau éliminée au deuxième tour, par la modeste Polonaise Małgorzata Kozaczuk. Elle s'illustre néanmoins de nouveau par équipes, et aide l'équipe de France à prendre sa revanche contre la Russie, qu'elle élimine dès les quarts de finale. Grâce à une nouvelle victoire face aux Italiennes, l'équipe de France dispute une deuxième finale successive, mais est cette fois dominée par les États-Unis.
En 2015, Lembach obtient sa première médaille en individuel en terminant deuxième aux championnats d'Europe à Montreux, ne perdant qu'en finale face à la Russe Sofia Velikaïa. Le tournoi par équipe lui apporte ensuite la médaille d'argent, la France battant l'Italie 45-42 en demi-finale et perdant, comme en 2014, face à la Russie 36-45.
Elle remporte une médaille de bronze aux Championnats d'Europe d'escrime 2016 à Toruń ainsi qu'une médaille d'argent par équipes.
Elle remporte la médaille d’argent lors de l’épreuve par équipes aux Jeux olympiques de Tokyo 2020 le 31 juillet 2021 avec Manon Brunet, Cécilia Berder et Sara Balzer. Elle confirme lors d’une interview après la finale sa retraite sportive.

## Palmarès
- Jeux Olympiques
  -  Médaille d’argent par équipes aux Jeux olympiques de Tokyo 2020.
- Championnats du Monde
  -  Médaille d'argent par équipes aux championnats du monde d'escrime 2014 à Kazan
  -  Médaille de bronze par équipes aux championnats du monde d'escrime 2017 à Leipzig
  -  Médaille d'or par équipes aux championnats du monde d'escrime 2018 à Wuxi
  -  Médaille d'argent par équipes aux championnats du monde d'escrime 2019 à Budapest

- Championnats d'Europe
  -  Médaille d'argent par équipes aux championnats d'Europe d'escrime 2014 à Strasbourg
  -  Médaille d'argent individuelle aux championnats d'Europe d'escrime 2015 à Montreux
  -  Médaille d'argent par équipes aux championnats d'Europe d'escrime 2015 à Montreux
  -  Médaille d'argent par équipes aux championnats d'Europe d'escrime 2016 à Toruń
  -  Médaille de bronze individuelle aux championnats d'Europe d'escrime 2016 à Toruń
  -  Médaille de bronze par équipes aux championnats d'Europe d'escrime 2017 à Tbilissi

## Décorations
- Chevalier de l'ordre national du Mérite le 8 septembre 2021[7].
- Médaille de la jeunesse, des sports et de l'engagement associatif, or (2025)[8].